# Серых, Михаил Андреевич
Серых Михаил Андреевич (1 ноября 1926, Муравьёв-Амурский, Дальнереченский городской округ, Приморский край — 27 июля 1989, Владивосток) — капитан дальнего плавания Дальневосточного морского пароходства, делегат XXIV съезда КПСС, Герой Социалистического Труда.

## Биография
Родился 1 ноября 1926 года в селе Лазо Приморского края. С 18 лет, окончив Владивостокский морской техникум, начал работать в Дальневосточном морском пароходстве в качестве помощника капитана. Спустя 8 лет, в 1952 году, был назначен капитаном теплохода «Глеб Успенский».
В 1954 году стал капитаном парохода ДВМП «Глеб Панфилов». В 1958 году судно, попав в мощный шторм в Тихом океане, получило большие повреждения, однако экипажу под руководством Михаила Серых удалось спасти его и довести до острова Мидуэй, откуда после ремонта на военно-морской базе США, оно проследовало в Находку. За мужество и героизм, капитан «Глеба Панфилова» был представлен к ордену Трудового Красного Знамени.
В апреле 1966 года — назначен капитаном теплохода ДВМП «Высокогорск». Под его руководством экипажу удалось за 4 года окупить построечную стоимость судна.
4 мая 1971 года Указом Президиума Верховного Совета СССР года за выдающиеся успехи, достигнутые в выполнении заданий пятилетнего плана развития морского транспорта, ему было присвоено звание Героя Социалистического Труда с вручением ордена Ленина и золотой медали «Серп и Молот».
Скончался 27 июля 1989 года. Похоронен на Морского кладбища Владивостока.

## Награды
- Орден Ленина — дважды (1966 г., 1971 г.)
- Орден Трудового Красного Знамени (1958 г.)
- Орден Дружбы народов
- Медаль «За трудовое отличие» — дважды (1954 г., 1956 г.)